# Pere Palau i González de Quijano
Pere Palau i González de Quijano (Mayagüez, 1851 — Barcelona, 1928) fou poeta porto-riqueny.
Residí des de petit a Barcelona, on estudià dret. Fou amic de Jacint Verdaguer, del qual prologà el seu llibre Eucarístiques (1904).
Conreà la poesia, en català i en castellà, mística i religiosa. Publicà diverses obres i col·laborà a revistes com La Renaixença, Joventut, Catalunya Nova, entre d'altres.
També fou cofundador de la societat La Jove Catalunya el 1870 i conseller general de l'Acadèmia Bibliogràfica Mariana de Lleida.
Obtingué diversos premis literaris. Als Jocs Florals de Barcelona guanyà dues violes d'or i d'argent el 1897 i el 1901, i el premi extraordinari dels Mantenidors el 1905.

## Obres
Poemes presentants als Jocs Florals de Barcelona
| - Cántich (1897), premi de la Viola d'or i d'argent - Anima enamorada (1901), premi de la Viola d'or i d'argent - Idilis (1902) - Veni creator (1905), premi extraordinari ofert pel Bisbe de Vic - Comunió (1916 i 1917) - Psalm (1916 i 1917) - Les Llevors (1916, 1917, 1920, 1921, 1922, 1923 i 1924) - Trànsit... (1919) - Arpegi (1919, 1922, 1923, 1924 i 1927) - Psalteri (1920) - Vibracions (1920 i 1921) - Tarraco=Tarragona (1920, 1922 i 1923) | - ¡Amunt i avant i sempre! (1921 i 1923) - Psalmejant... (1921) - La llar (1921 i 1922) - Les joguines (1922, 1923 i 1924) - Diumenge de Rams (1922) - Les set paraules (1923) - Relativitats (1923) - Testament. Pàtria (1924) - Iscariots (1924) - La música (1924) - La torre del Castell (1928) |